# Rain (Straubing-Bogen)
Rain é um município da Alemanha, situado no distrito de Straubing-Bogen, no estado da Baviera. Tem 14,29 km² de área, e sua população em 2019 foi estimada em 2.880 habitantes.